# Centralna Rada Żydów w Niemczech

Logo

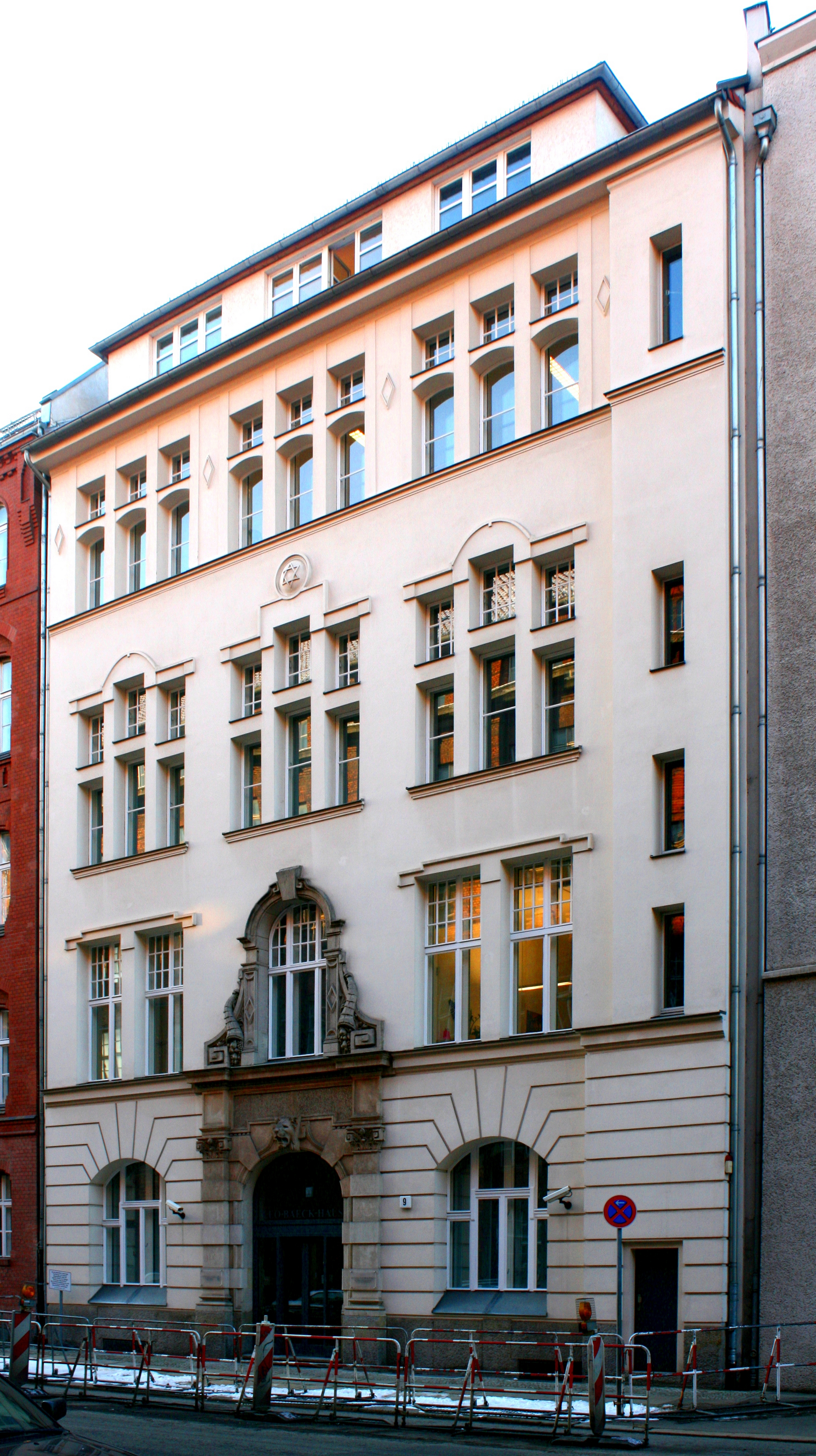
The Leo-Baeck-Haus w Berlinie, siedziba Centralnej Rady Żydów w Niemczech

Zentralrat der Juden in Deutschland (Centralna Rada Żydów w Niemczech) – federacja niemieckich Żydów zrzeszonych w wielu żydowskich organizacjach w Niemczech.
Została założona 19 lipca 1950 roku, jako odpowiedź na powiększające się odosobnienie niemieckich Żydów przez międzynarodową gminę żydowską i powiększające się zainteresowanie żydowskimi sprawami przez rząd Niemiec Zachodnich. Początkowo siedziba związku mieściła się we Frankfurcie nad Menem, następnie w Düsseldorfie oraz w Bonn, a obecnie od 1999 w Berlinie.
Wspólnota żydowska w Niemczech liczy około 100 tysięcy zarejestrowanych członków, choć ta liczba nie do końca odzwierciedla liczby wszystkich żyjących w Niemczech Żydów. Początkowo związek otrzymywał finansową pomoc i moralne poparcie od rządu niemieckiego.
Obecnie m.in. domaga się delegalizacji neonazistowskiej Narodowo-Demokratycznej Partii Niemiec (NPD).

## Prezydenci

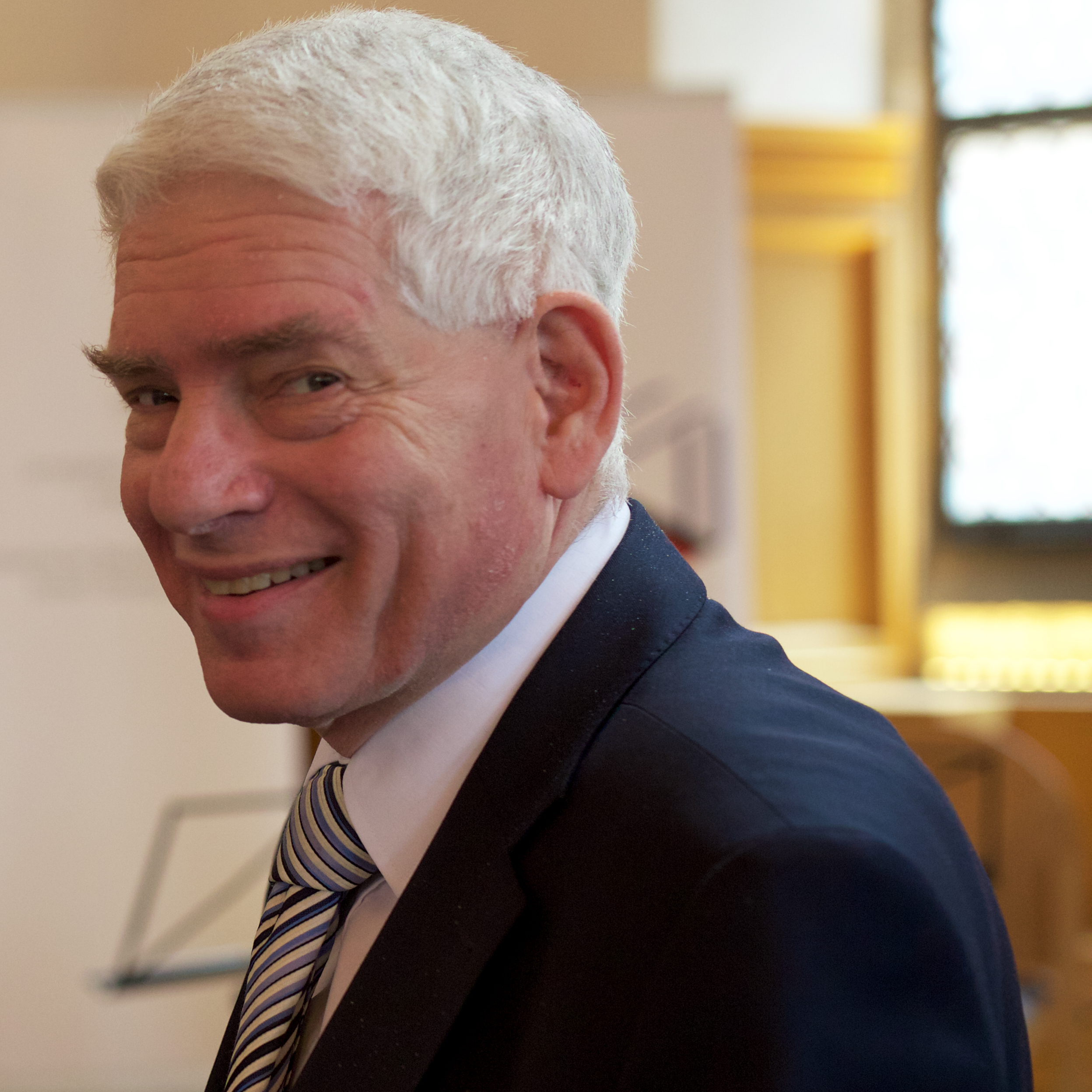
Josef Schuster – prezydent Zentralrat der Juden in Deutschland

- 1954-1963 – Heinz Galinski
- 1963-1969 – Herbert Lewin
- 1969-1988 – Werner Nachmann
- 1988-1992 – Heinz Galinski
- 1992-1999 – Ignatz Bubis
- 2000-2006 – Paul Spiegel
- 2006–2010: Charlotte Knobloch
- 2010–2014: Dieter Graumann
- od 2014: Josef Schuster

## Sekretarze generalni
- 1950-1973 – Hendrik George van Dam
- 1973-1988 – Alexander Ginsburg
- 1988-1992 – Micha Guttmann
- 2004–2014: Stephan Kramer
- od 2014: Daniel Botmann